# Asymbolus funebris
Asymbolus funebris е вид пилозъба акула от семейство Scyliorhinidae.

## Разпространение и местообитание
Видът е разпространен в Западна Австралия.
Среща се на дълбочина около 144 m, при температура на водата около 15,8 °C и соленост 35,6 ‰.

## Описание
На дължина достигат до 44,2 cm.